# Carl Immanuel Gerhardt
Pour les articles homonymes, voir Gerhardt.
Carl Immanuel Gerhardt ou C.I. Gerhardt, né en décembre 1816 à Herzberg et mort le 5 mai 1899 à Halle-sur-Saale, est un mathématicien allemand, auteur d'une édition monumentale des œuvres de Leibniz.

## Biographie
Ayant obtenu un doctorat de mathématiques à Berlin en 1837, il enseigne les mathématiques de 1837 à 1876, d'abord dans différents établissements allemands, ainsi qu'au lycée français de Berlin (1853-1855), puis il s'établit à Eisleben dont il devient le proviseur en 1876.
À partir de 1849, il entame une publication monumentale des œuvres de Leibniz, en quatorze gros volumes. Il y compile une grande partie de ses ouvrages, lettres et manuscrits : d'abord ses écrits mathématiques, édités entre 1850 et 1853, ensuite ses écrits philosophiques, édités entre 1875 et 1890. Il a également publié, en 1877, une histoire des mathématiques en Allemagne.
Il est membre correspondant de l'Académie royale des sciences de Prusse à partir de 1861, et élu membre de l'Académie nationale des Sciences en 1874. 
Entre autres travaux pour l'Académie de Prusse, il donne en 1898 une étude des quatre lettres de Leibniz publiées par Samuel König en 1753, dont la célèbre lettre que Maupertuis avait fait condamner comme un faux ; pour conclure que cette « lettre est écrite par Leibniz. Il est également prouvé, avec une probabilité proche de la certitude, qu’elle était adressée à Pierre Varignon » et non à Jakob Hermann.

## Publications
La référence aux volumes de son édition des œuvres de Leibniz est souvent abrégée : GM (mathématiques) ou GP (philosophiques). 
Georg Heinrich Pertz, bibliothécaire principal à la Bibliothèque royale de Berlin, y est nommé en première page de titre, et parfois mentionné au lieu de Gerhardt comme auteur, mais ce dernier en est le véritable auteur.
- Leibnizens Mathematische Schriften,  éd. C. I. Gerhardt, Berlin, 1850-1863, réimpr. Georg Olms Verlag, 1962. 
(Sur Archive : Math 1, Math 2, Math 3, Math 4, Math 5, Math 6, Math 7 ; 
 Sur Gallica : Math 1, Math 2, Math 3a, Math 3b, Math 6, Math 7).

- C. I. Gerhardt, Geschichte der Mathematik in Deutschland, 1877 (lire en ligne).

- Die Philosophischen Schriften von G. W. Leibniz,  éd. C. I. Gerhardt, Berlin, 1875-1890, réimpr. Georg Olms Verlag, 1978. 
(Sur Archive : Phi 1, Phi 2, Phi 3, Phi 4, Phi 5, Phi 6, Phi 7).